# Testudo kleinmanni
La testuggine egiziana (Testudo kleinmanni Lortet, 1883) è un rettile appartenente all'ordine delle testuggini.

## Tassonomia

### Morfologia
Il carapace della tartaruga egiziana è di colorazione ocra dorato con gli scuti contornati da una bordatura scura di maggiore larghezza nel lato verso il capo.
Il piastrone è caratterizzato da una o due coppie di triangoli scuri. Le scaglie femorali e addominali del piastrone sono incernierate tra loro. La taglia media massima, inferiore ai 9 cm nei maschi e 13 cm nelle femmine, le fa detenere il primato di più piccola tra tutte le Testudo pur essendo filogeneticamente prossima alla più grande, la Testudo marginata.

### Revisione classificazione

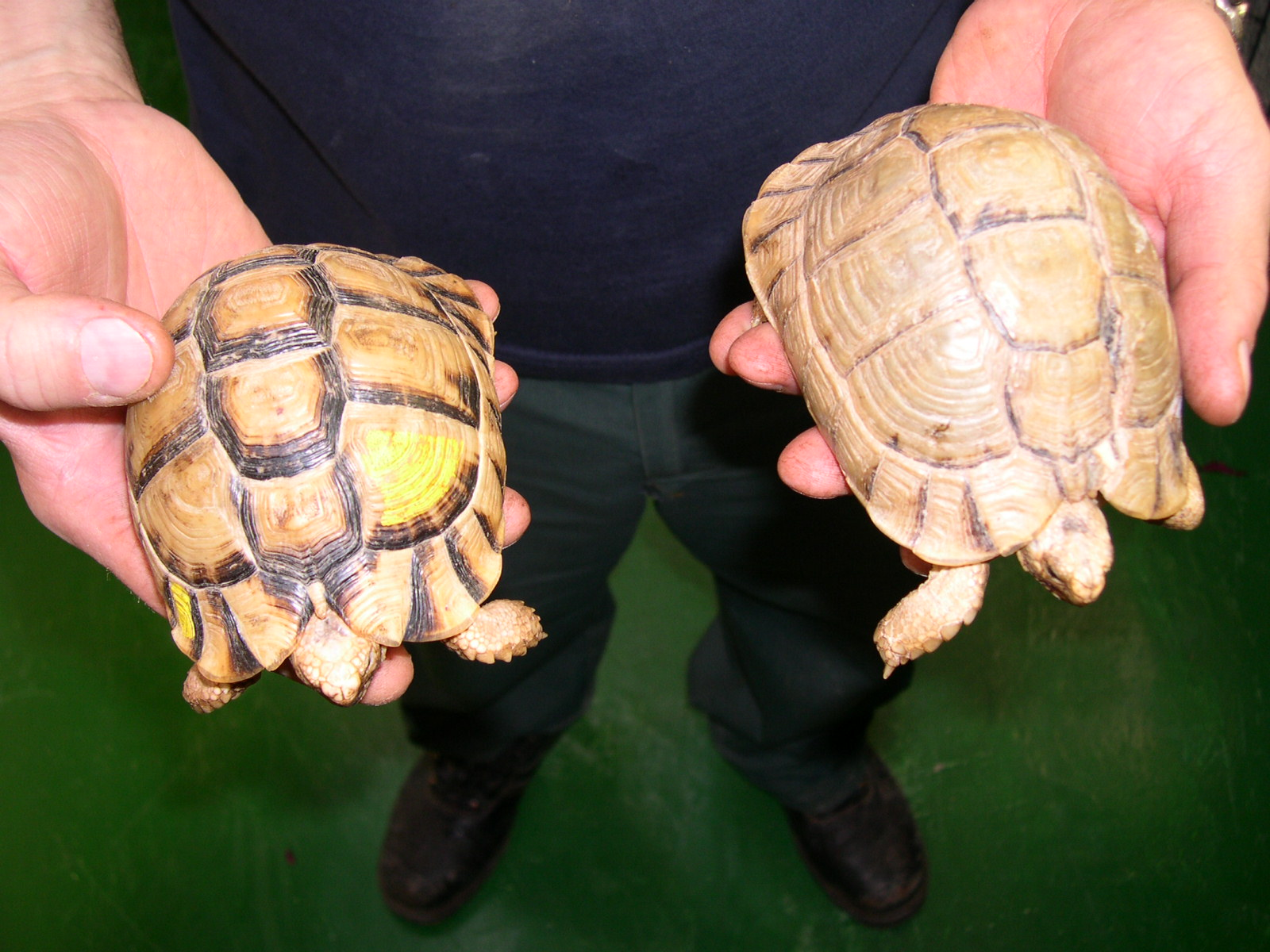
Differenziazione carapace: T.kleinmanni (sinistra) T.werneri (destra)

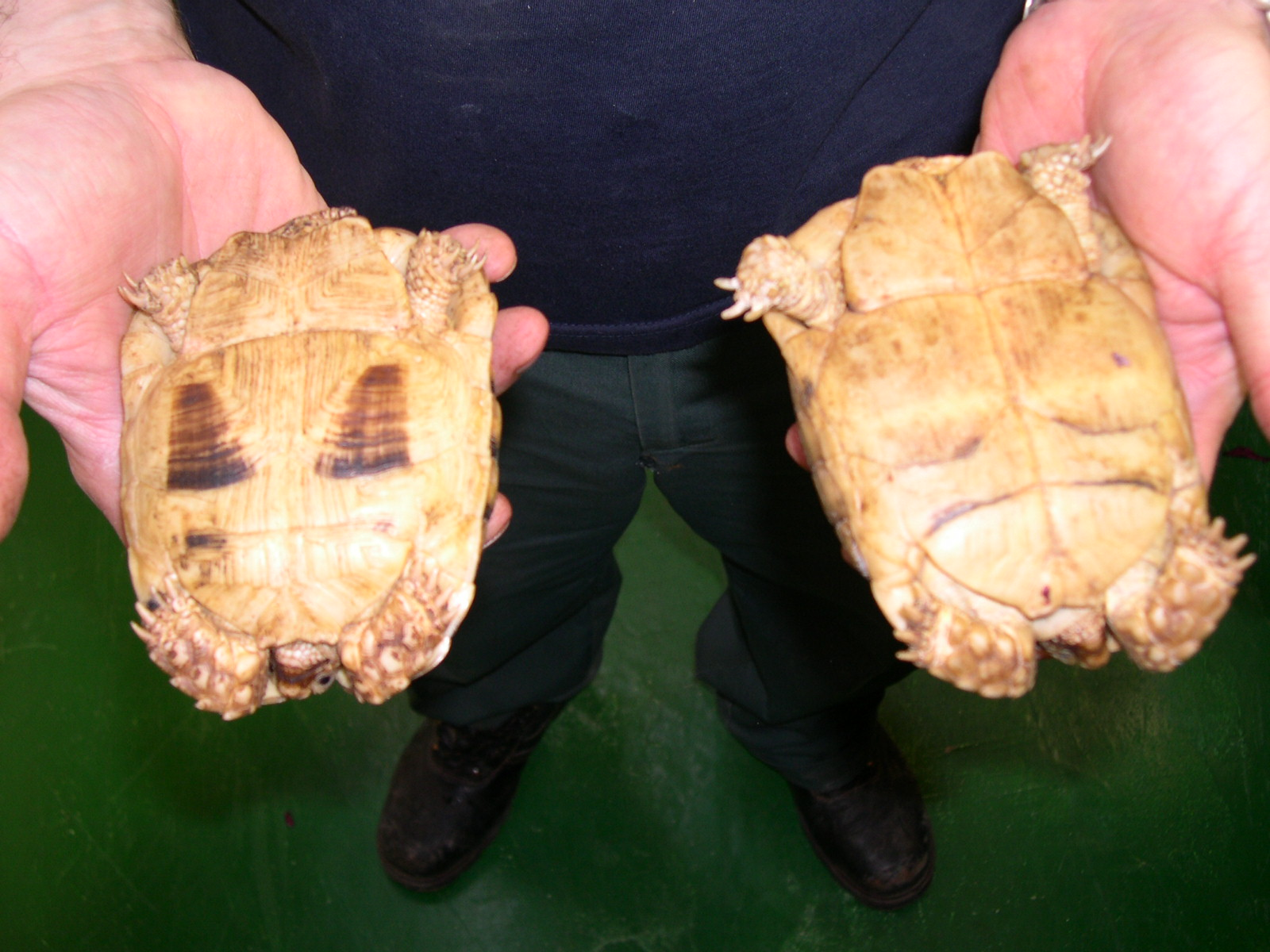
Differenziazione piastrone: T.kleinmanni (sinistra) T.werneri (destra)

Fino al 2001 questa specie comprendeva anche la Testudo werneri, descritta come specie a sé stante da Perälä. Questa nuova specie è stata respinta da Široký e Fritz nel 2006.
In una classificazione redatta in base a recenti dati molecolari/morfologici del genere Testudo è stato proposto di rinominare la specie Testudo kleinmanni in Chersus kleinmanni (Gmira, 1993).
In alcune pubblicazioni viene denominata: Pseudotestudo kleinmanni.

## Distribuzione
Presente fino a 30 anni fa in biotipi quasi esclusivamente sabbiosi dell'Egitto e della Libia con un areale esteso su 123.610 km², attualmente è presente su un'estensione di soli 16.600 km² con una riduzione stimata degli esemplari dell'85%, da 55.600 agli attuali 7.470 di cui 5.000 adulti.

## Futuro della specie

### Fattori di rischio
La Testudo kleinmanni, assieme alla Testudo werneri è una delle specie di Testudo più minacciate e a serio rischio di estinzione.
Questa riduzione è causata da una serie di fattori antropogenici quali l'allevamento degli ovini, il traffico automobilistico, la distruzione dell'habitat, la cattura indiscriminata per la vendita ai turisti, per l'esportazione clandestina in Europa e per l'inserimento nei giardini privati egiziani. In Libia persistono colonie abbastanza numerose di esemplari ma immutate le attuali minacce alla specie la Testudo kleinmanni si estinguerà nell'arco di 20 anni.
La cattura per scopi alimentari è del tutto marginale essendo la specie diffusa in paesi di fede islamica.
Il Corano annovera i rettili tra gli animali impuri (non ḥalāl), per cui è bandito l'uso alimentare.

### Progetti di riproduzione e reintroduzione
Presso il Rettilario del Bioparco di Roma, in collaborazione con l'EEP, si sta attuando un progetto di riproduzione e reintroduzione della specie in Libia. 
Il 21 maggio 2007 l'impegno dei curatori del progetto ha riportato un indiscutibile successo con la nascita in cattività di 10 esemplari di questa testuggine dalla complessa ecoetologia.

## Dimorfismo sessuale
Il riconoscimento del sesso avviene attraverso l'individuazione dei caratteri sessuali secondari.
I maschi possiedono una coda lunga, robusta e grossa alla base. La femmina ha coda piccola e corta. La distanza dell'apertura cloacale dalla base della coda è maggiore nel maschio. L'angolo formato dagli scuti anali del piastrone è molto maggiore nel maschio; l'altezza degli stessi scuti è però maggiore nella femmina. Lo scuto sopracaudale del maschio è curvo verso il basso, nella femmina è allineato con il resto del carapace. Le femmine sono di taglia maggiore rispetto ai maschi.

## Sensi
Le testuggini hanno una vista eccellente: sanno distinguere forme, colori e riconoscono anche persone. Hanno un senso dell'orientamento molto preciso: se vengono spostate qualche centinaio di metri dal territorio al quale sono molto legate ci ritorneranno in breve tempo. Sono molto sensibili alle vibrazioni del suolo anche se non hanno un udito sviluppato. L'odorato invece è ben sviluppato ed ha un ruolo importante nel riconoscimento del cibo e dei sessi

## Eco-etologia

### Habitat
L'areale della tartaruga egiziana si estende per una fascia profonda 120 km lungo la costa mediterranea della Libia e dell'Egitto.
In questa zona si hanno scarse precipitazioni piovose; ma un elevato tasso di umidità notturna viene apportata dal mare e si condensa con le fredde temperature notturne.
Nel mese di luglio, in un ciclo di rilevamenti sulla variazione di umidità in un luogo dove erano state censite delle Testudo kleinmanni, è stata rilevata una U.R. del 95% alle ore 24:00, del 78% alle 4:00, del 63% alle 8:00, e del 38% alle 14:00.

### Attività
Le tartarughe egiziane sono animali ectotermi e per sfuggire al caldo torrido diurno e alle basse temperature notturne del deserto si rifugiano in cavità o in tane scavate da altri animali. In queste tane il tasso di umidità è molto elevato e la temperatura costante. In cattività si riproducono queste condizioni utilizzando dei cilindri di terracotta inumiditi costantemente con delle spugne.
Il risveglio avviene al mattino presto. All'uscita dalle tane, dopo essersi dissetate con la rugiada, si espongono brevemente al sole mattutino per innalzare la temperatura corporea e attivare le funzioni metaboliche. L'esposizione al sole permette di assumere i raggi UVB atti alla sintesi della vitamina D. Dopo una rapida ricerca di cibo, nelle ore più calde della giornata rimangono inattive, seminterrate all'ombra di cespugli. Con la discesa delle temperature si ha la ripresa dell'attività.

### Estivazione
L'estivazione ha la stessa valenza metabolica del letargo per le testudo delle zone temperate ed è una strategia di sopravvivenza adottata per superare periodi di grande caldo e arsura estiva, avviene occupano tane di piccoli mammiferi dove si ha una temperatura costante e tasso di umidità relativa abbastanza elevato.
La fine dell'estivazione avviene con il calare delle temperature estive.

### Accoppiamento
Il corteggiamento da parte del maschio inizia con un rituale che prevede inseguimenti, morsi e colpi di carapace alla femmina.
Il maschio monta sul dorso della femmina per la copula che avviene con l'estroflessione del pene contenuto nella grossa coda e in questa occasione emette l'unico verso udibile di questi rettili per il resto muti.
La femmina può arrivare fino a 4 anni di anfigonia ritardata, conservando lo sperma in un apposito organo, la spermateca, all'interno dell'ovidutto.

### Riproduzione

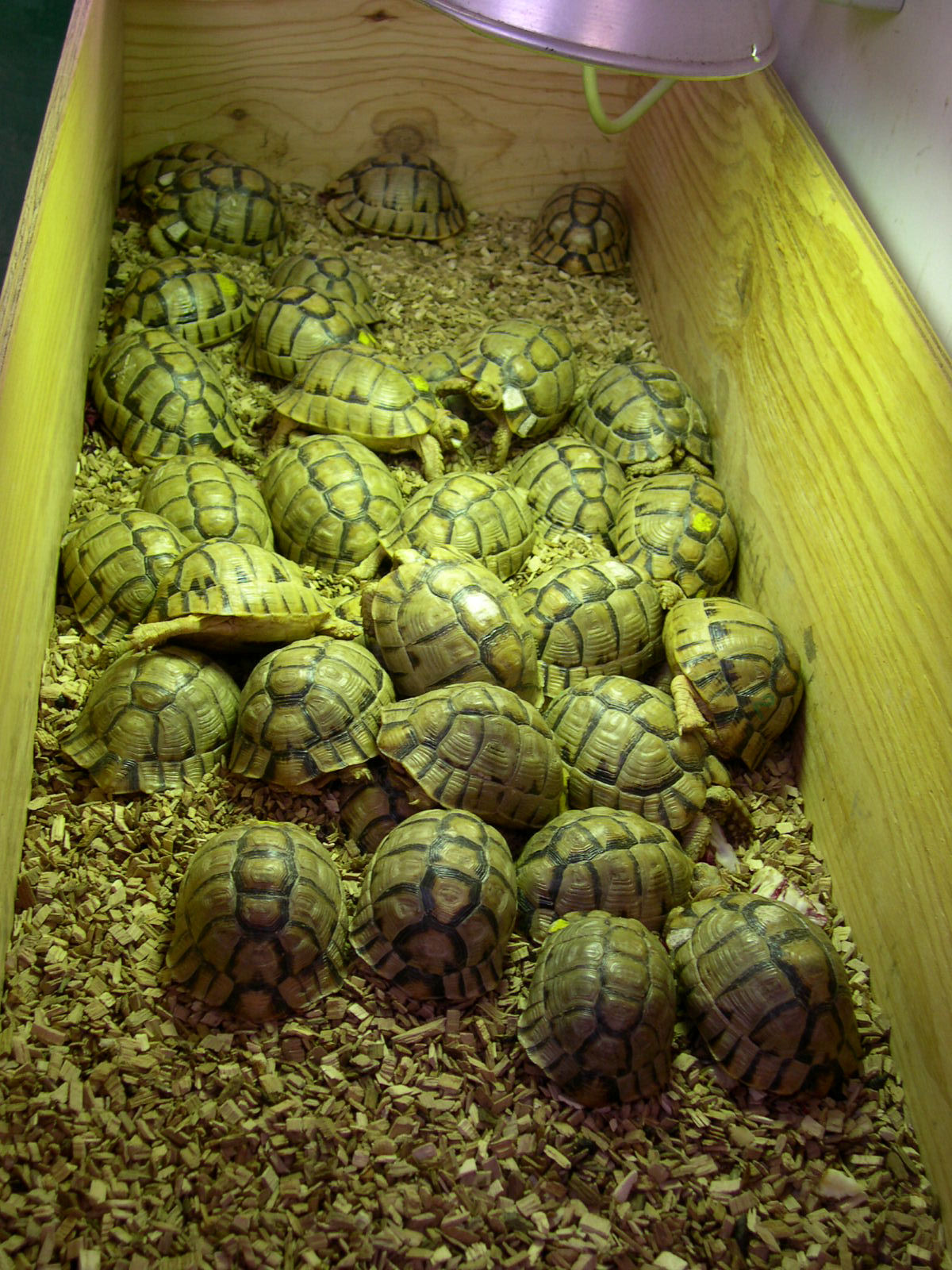
Testudo kleinmanni e werneri - (esemplari importati clandestinamente e sequestrati dal Corpo Forestale dello Stato)

Le Testudo sono ovipare. Dalla fine di novembre ai primi di maggio le femmine depongono le uova in buche scavate nel terreno con le zampe posteriori.
In relazione all'età e alla taglia dell'esemplare si possono avere anche sei deposizioni con più di 13 uova prodotte. Il tempo di incubazione, 2 o 3 mesi circa, e il sesso sono in relazione con la temperatura. Con temperatura di incubazione inferiore ai 32 °C si avrà una preponderanza di esemplari maschi, con temperatura superiore ai 32,5 °C in maggioranza femmine.
Giunto il momento della schiusa il tartarughino per rompere il guscio si avvale del cosiddetto "dente dell'uovo", un tubercolo corneo posto tra le narici e la mascella superiore destinato a sparire in pochi giorni. La fuoriuscita dall'uovo dura anche 48 ore e in questo arco di tempo viene assorbito totalmente il sacco vitellino.

### Alimentazione
Sono rettili prettamente vegetariani, solo raramente mangiano artropodi 
e non disdegnano piccole carogne o escrementi.
L'habitat è caratterizzato da lunghi periodi di scarsa piovosità e un raro apporto proteico in regime di scarsa alimentazione prevalentemente composta da fibre non arreca dammi.
L'integrazione idrica avviene prevalentemente attraverso l'assunzione di piccole gocce di rugiada mattutina.

## Curiosità
Secondo un'antica credenza delle popolazioni beduine, il carapace delle testuggini legato sull'ingresso delle loro tende ha il potere di respingere i Jinn maligni.
Il guscio vuoto, per avere la sua valenza di amuleto, deve essere rinvenuto casualmente tra le sabbie del deserto e non provenire da un esemplare ucciso intenzionalmente.

## Legislazione
Inserita in red list dalla IUCN, come tutti i rettili del genere Testudo, la T. kleinmanni è inclusa nella Convenzione di Washington, C.I.T.E.S. appendice II dal 01/07/75 e in allegato A (reg (CE) 1332/2005) della Comunità Europea, per cui è assolutamente vietato il prelievo in natura e regolamentato l'allevamento e il commercio degli esemplari in cattività. In Italia i compiti di sorveglianza e di gestione delle norme applicative delle convenzioni internazionali per la tutela delle specie animali sono di competenza del Corpo Forestale dello Stato.